# Kikkiland
Kikkiland är en svensk musikal från 2014, med manus av Dennis Magnusson, och baserad på Kikki Danielssons musik. Den utspelar sig i Sandared, och hade premiär den 1 mars 2014.

### Fotnoter
1. ↑  Georg Cederskog (15 maj 2013). ”Kikki Danielsson får egen pjäs”. Dagens nyheter. http://www.dn.se/kultur-noje/scen/kikki-danielsson-far-egen-pjas/. Läst 23 januari 2014.
2. ↑  Mikael Löfgren (2 mars 2014). ”Tonträff som bär hela vägen”. Dagens nyheter. http://www.dn.se/arkiv/kultur/tontraff-som-bar-hela-vagen. Läst 15 maj 2015.